# Giovanni Luppis
Giovanni Biagio Luppis von Rammer vagy Ivan Lupis, magyarosan Luppis János (Fiume, 1813. augusztus 27. – Milánó, 1875. január 11.) az osztrák–magyar haditengerészet tisztje, az önálló hajtással rendelkező torpedó feltalálója.

## Élete

### Származása, ifjúsága
Giovanni Luppis (vagy Lupis) Fiumében született 1813-ban (a város ekkor az Osztrák Császársághoz tartozott, 1867 után a Magyar Királysághoz, ma Rijeka néven Horvátországhoz tartozik). Családja feltehetőleg az olasz Lupis nemesi család egy ágának leszármazottja. Ősei az apuliai Giovinazzóból Dalmáciába települtek át. Ez az ág először a Raguzába (ma: Dubrovnik) költözött, majd a Raguzai-félszigeten található Sabbioncellóba (ma: Pelješac), ahol elszlávosodtak, nevük Vukra vagy  Vukašinovicra változott (ez is farkast jelent mint a lupus). Amikor a 12. században egyik ősük átköltözött Fiuméba, amelynek lakossága akkor nagyrészt olasz urbánus polgár volt, ismét elolaszosodtak, nevüket megint Luppisra változtatták.
A gimnáziumot Fiuméban végezte el, majd a Collegio di marina, a velencei osztrák haditengerészeti akadémia hallgatója lett. Tanulmányainak befejezése után feleségül vette Elisa de Zottyt, egy fiumei nemes leányát. Belépett az osztrák haditengerészethez (K.k. Kriegsmarine), ahol a ranglétrán egyre feljebb jutva elérte a fregattkapitányi rendfokozatot. 1848–49-ben tengerésztisztként szolgált egy hadihajón a Velencét blokád alatt tartó flotta kötelékében.

### A „Salvacoste”
Valamikor a 19. század közepén az osztrák tengeri tüzérség egy ismeretlen nevű tisztje kieszelt egy kis, gőzzel vagy sűrített levegővel hajtott csónakot, melybe nagy robbanótöltetet helyeznek, és kábelekkel távolról az ellenséges hajóknak irányítják. Elgondolását nem sikerült megvalósítania korai halála miatt, de jegyzetei Giovanni Luppis kapitány birtokába jutottak.
Luppis elhatározta, hogy megvalósítja elődje ötletét. Hajók megsemmisítésére szánt személyzet nélküli úszó szerkezetet képzelt el, amelyet a partról kábelek segítségével irányítanának, a robbanótöltet pedig a célhajóba ütközéskor robbanna fel.
Első prototípusa sikertelen volt. Ennek üvegből készült farokszerkezete volt és hosszú kötéllel irányították a partról. A primitív kivitelezés miatt fulladt kudarcba. Második modelljének hajócsavarját óramű hajtotta. A robbanóanyag a csónak farában volt elhelyezve és egy pisztolyszerű szerkezettel szándékozott felrobbantani, ezt viszont a csónak orrán, a két oldalon vagy az árbócon keresztül működtette. Két kormánylapátja volt a csónaknak, az egyikkel a partról működtetett kötéllel balra, a másikkal jobbra lehetett kormányozni. Számos próba után a „6 m” jelű konstrukciót megfelelőnek találták. Beceneve „Salvacoste” (olaszul „Partvédő”) lett.
1860-ban, amikor már nyugalomba vonult a haditengerészettől, a „6 m” típust bemutatta Ferenc József császárnak, ami nagy sikert jelentett, azonban a haditengerészeti bizottság nem fogadta el a szerkezetet jobb hajtás és irányító rendszer híján.

### Találkozása Robert Whiteheaddel
1864-ben Giovanni de Ciotta fiumei polgármester bemutatta Luppist Robert Whitehead angol gépészmérnöknek, a „Stabilimento Tecnico Fiumano” helyi gyár cégvezetőjének, akivel ezt követően szerződést kötött a Salvacoste továbbfejlesztésére.
Whitehead megépített egy új modellt, de megállapította, hogy az elv nem életképes. Mindenesetre elkezdett gondolkozni azon a problémán, hogyan lehet távirányítással felrobbantani egy hajót a vízvonala alá juttatott robbanótöltettel sokkal hatékonyabban, mint a levegőn keresztüli bombázással. Így Whitehead készített egy víz alatt úszó, sűrített levegővel hajtott eszközt, melynek irányát és mélységét egy szabályozóval önműködően tartotta. Így Whitehead lényegesen eltért az eredeti tervtől, mindenesetre Luppist mindvégig elismerte társfeltalálóként.
1866. december 21-én az első önállóan működő torpedót, melynek a Minenschiff nevet adták, hivatalosan bemutatták az osztrák magyar állami bizottságnak értékelésre. Ennek a modellnek az átmérője 355 mm, hossza 3,35 m, tömege 136 kg volt, 8 kg robbanóanyag töltettel. A haditengerészeti bizottság elfogadta a bemutatót és 1867. március 6-án a kormány szerződést kötött a feltalálókkal egy kísérleti sorozat legyártására, és megállapodtak arról, hogy a kormány vállalja az összes gyártási költséget. Whitehead megtartotta a gyártási jogokat, sőt új szerződést kötött Luppissal, mely Whiteheadre ruházza a további értékesítéssel kapcsolatos jogokat.
1867. május 27-én a haditengerészet 200 000 forintot fizetett ki a feltalálónak a szabadalomért. A találmányt ígéretesnek tartották, de az első évek nem hoztak elég megrendelést, ezért a „Stabilimento” csődbe ment, 1873-ban. Whitehead a tönkrement vállalatot felvásárolta és Torpedo-Fabrik von Robert Whitehead nevű magánvállalkozássá alakította át.
Ferenc József császár a feltalálót 1869. augusztus 1-jén osztrák nemesi rangra emelte, ettől kezdve viselhette a von Rammer („Elsüllyesztő”) előnevet. Giovanni Luppis von Rammer Milánóban hunyt el 1875. január 11-jén.